# Bentley
Bentley Motors Limited je britanski proizvajalec osebnih avtomobilov. Podjetje Bentley Motors je v Angliji ustanovil Walter Owen Bentley 18. januarja 1919. Med 1. svetovno vojno je izdeloval radialne letalske motorje, od katerih je bil najbolj znan Bentley BR1, ki so ga uporabljali v kasnejših izpeljankah enosedega lovskega letala Sopwith Camel. Trenutni lastnik podjetja je koncern Volkswagen AG.